# Secretaría de Infraestructura, Comunicaciones y Transportes
La Secretaría de Infraestructura, Comunicaciones y Transportes (SICT) de Mèxic és la Secretaria d'Estat encarregada d'administrar, controlar i operar els mitjans i mètodes de transport coneguts i per conèixer-se; així com les seves finalitats d'ús. Té en el seu poder l'ús total de l'espectre radioelèctric i les carreteres federals (incloent ponts, vies i altres similars). A més, s'encarrega de l'operació dels correus i telègrafs.

## Funcions
D'acord amb la Ley Orgánica de la Administración Pública Federal Arxivat 2009-03-01 a Wayback Machine. en el seu  Article 36 li correspon el despatx de les següents funcions:
- Formular i conduir les polítiques i programes per al desenvolupament del transport i les comunicacions d'acord amb les necessitats del país.
- Regular, inspeccionar i vigilar els serveis públics de correus, telègrafs i els seus serveis diversos; conduir l'administració dels serveis federals de comunicacions elèctriques i electròniques i el seu enllaç amb els serveis similars públics concessionats amb els serveis privats de telèfons, telègrafs i sense fils i amb els estatals i estrangers; així com del servei públic de processament remot de dades.
- Atorgar concessions i permisos prèvia opinió de la Secretaría de Gobernación, per establir i explotar sistemes i serveis telegràfics, telefònics, sistemes i serveis de comunicació sense fil per telecomunicacions i satèl·lits, de servei públic de processament remot de dades, estacions radio experimentals, culturals i d'afeccionats i estacions de radiodifusió comercials i culturals; així com vigilar l'aspecte tècnic del funcionament de tals sistemes, serveis i estacions.
- Regular i vigilar l'administració dels aeroports nacionals, concedir permisos per a la construcció de aeroports particulars i vigilar la seva operació.
- Construir les vies fèrries, patis i terminals de caràcter federal per a l'establiment i explotació de ferrocarrils, i la vigilància tècnica del seu funcionament i operació.
- Atorgar concessions i permisos per a l'explotació de serveis d'autotransports en les carreteres federals i vigilar tècnicament el seu funcionament i operació, així com el compliment de les disposicions legals respectives.
- Construir, reconstruir i conservar les obres marítimes, portuàries i de dragatge, instal·lar l'assenyalament marítim i proporcionar els serveis d'informació i seguretat per a la navegació marítima.
- Construir i conservar els camins i ponts federals, fins i tot els internacionals; així com les estacions i centrals de autotransport federal.
- Construir aeroports federals i cooperar amb els governs dels Estats i les autoritats municipals, en la construcció i conservació d'obres d'aquest gènere.
- Regular la construcció d'obres en la república.

## Organigrama
Per dur a terme aquestes funcions la Secretaria de Comunicacions i Transports compta amb les següents unitats: 
- Oficina del C. Secretaría de Comunicaciones y Transportes
  - Dir. Gral. de Vinculación
  - Unidad de Asuntos Jurídicos
  - Dir. Gral. de Comunicación Social
  - Dir. Gral. de Planeación
  - Coor. de la Sociedad de la Información y el Conocimiento
- Subsecretaría de Comunicaciones
  - Dir. Gral. de Sistemas de Radio y Televisión
  - Dir. Gral. de Política de Telecomunicaciones y de Radiodifusión
  - Unidad de la Red Federal
  - Dir. Gral. de Puertos y Marina Mercante
  - Dir. Gral. de Puertos
  - Dir. Gral. de Marina Mercante
  - Dir. Gral. de Fomento y Administración Portuaria
  - Dir. Gral. de Evaluación
  - Coor. Gral. de Centros SCT
- Subsecretaría de Transporte (Mèxic)
  - Dir. Gral. de Aeronáutica Civil
  - Dir. Gral. de Transporte Ferroviario y Multimodal
  - Dir. Gral. de Autotransporte Federal
  - Dir. Gral. de Protección y Medicina Preventiva en el Transporte
- Subsecretaría de Infraestructura
  - Unidad de la Infraestructura Carretera para el Desarrollo Regional
  - Dir. Gral. de Carreteras
  - Dir. Gral. de Conservación de Carreteras
  - Dir. Gral. de Servicios Técnicos
  - Dir. Gral. de Desarrollo Carretero
- Oficialía Mayor
  - Dir. Gral. de Programación, Organización y Presupuesto
  - Dir. Gral. de Recursos Humanos
  - Dir. Gral. de Recursos Materiales
  - Unidad de Tecnologías de la Información y Comunicaciones

### Òrgans desconcentrats i entitats
- Instituto Mexicano del Transporte
- Servicios a la Navegación en el Espacio Aéreo Mexicano
- Aeropuertos y Servicios Auxiliares
- Comisión Federal de Telecomunicaciones
- Agencia Espacial Mexicana
- Caminos y Puentes Federales
- Administración Portuaria Integral de Lázaro Cárdenas, S.A de C.V.
- Administración Portuaria Integral de Topolobampo, S.A de C.V.
- Administración Portuaria Integral de Puerto Madero, S.A. de C.V.
- Administración Portuaria Integral de Coatzacoalcos, S.A. de C.V.
- Administración Portuaria Integral de Salina Cruz, S.A. de C.V.
- Ferrocarril del Itsmo de Tehuantepec, S.A. de C.V.
- Fideicomiso de Formación y Capacitación para el personal de la Marina Mercante Nacional
- Servicio Postal Mexicano
- Telecomunicaciones de México

## Denominacions anteriors
Des de la seva creació a l'agost de 1891 per Porfirio Díaz sent el primer secretari Manuel González Cosío, la secretaria ha tingut els següents canvis de denominació:
- (1891-1920): Secretaría de Comunicaciones.
- (1920-1958): Secretaría de Comunicaciones y Obras Públicas. (SCOP)
- (1958-): Secretaría de Comunicaciones y Transportes (SCT).

## Llista de Secretaris de Comunicacions i Transports de Mèxic

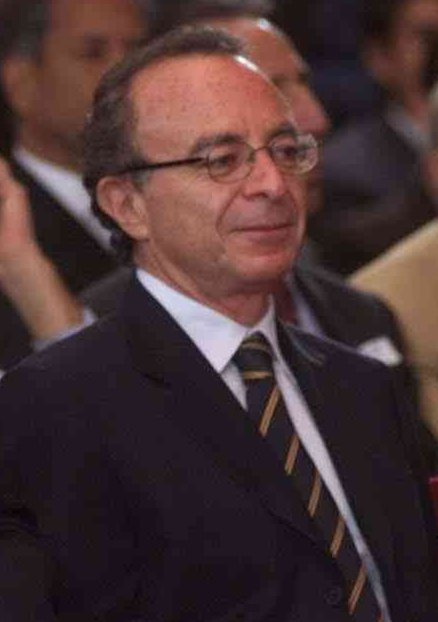
Guillermo Ortiz, 1994

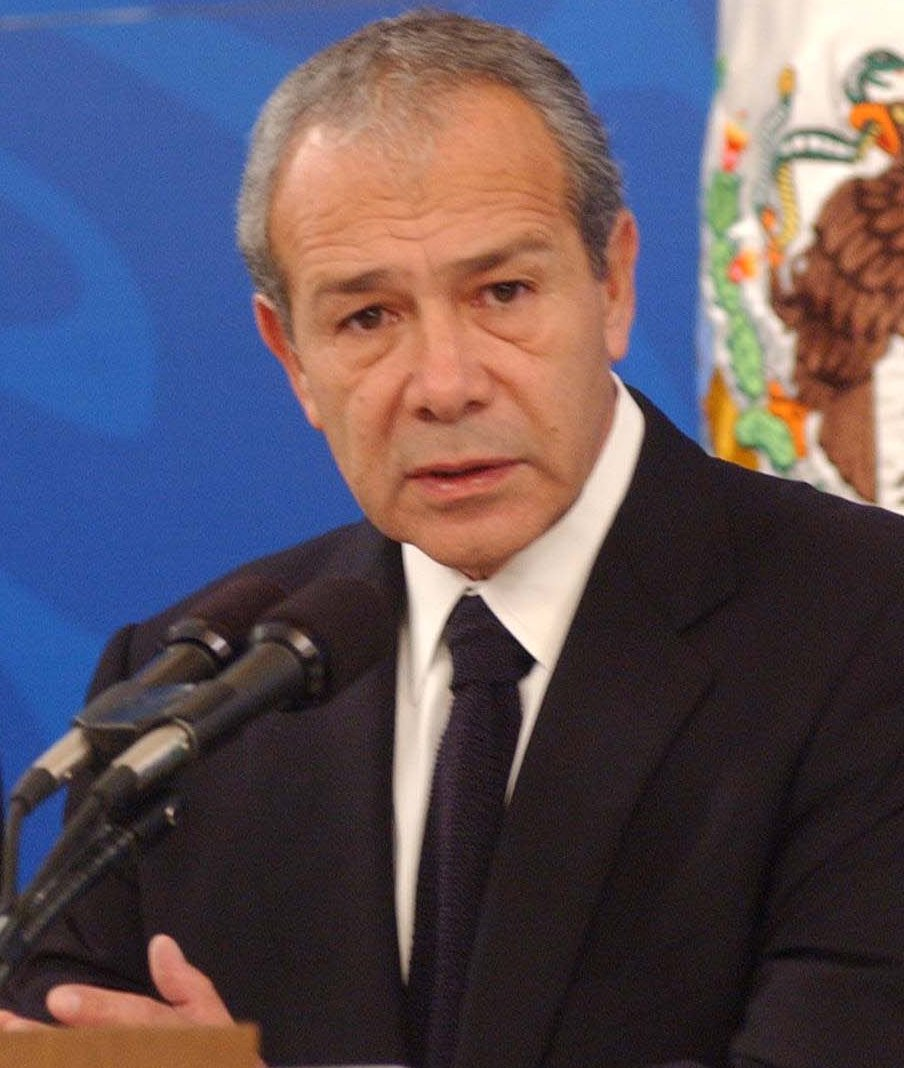
Pedro Cerisola, 2000-2006

### Secretaría de Comunicaciones
- Govern de Venustiano Carranza (1917-1920)
  - (1917-1920): Manuel Rodríguez Gutiérrez

### Secretaría de Comunicaciones y Obras Públicas
- Govern d'Adolfo de la Huerta (1920)
  - (1920): Pascual Ortiz Rubio
- Govern d'Álvaro Obregón (1920-1924)
  - (1920-1921): Pascual Ortiz Rubio
  - (1921-1924): Amado Aguirre
- Govern de Plutarco Elías Calles (1924-1928)
  - (1924-1925): Adalberto Tejeda
  - (1925-1926): Eduardo Ortiz
  - (1926-1928): Ramón Ross
- Govern d'Emilio Portes Gil (1928-1930)
  - (1928-1930): Javier Sánchez Mejorada
- Govern de Pascual Ortiz Rubio (1930-1932)
  - (1930-1931): Juan Andrew Almazán
  - (1931-1932): Gustavo P. Serrano
  - (1932): Miguel M. Acosta Guajardo
- Govern d'Abelardo L. Rodríguez (1932-1934)
  - (1932-1934): Miguel M. Acosta Guajardo
- Govern de Lázaro Cárdenas del Río (1934-1940)
  - (1934-1935): Rodolfo Elias Calles
  - (1935-1939): Francisco J. Múgica
  - (1939-1940): Melquiades Angulo Gallardo
- Govern de Manuel Ávila Camacho (1940-1946)
  - (1940-1941): Jesús de la Garza
  - (1941-1945): Maximino Ávila Camacho
  - (1945-1946): Pedro Martínez Tornel
- Govern de Miguel Alemán Valdés (1946-1952)
  - (1946-1952): Agustín García López
- Govern d'Adolfo Ruiz Cortines (1952-1958)
  - (1952-1955): Carlos Lazo Barreiro
  - (1955-1958): Walter Cross Buchanan

### Secretaría de Comunicaciones y Transportes
- Govern d'Adolfo López Mateos (1958-1964)
  - (1958-1964): Walter Cross Buchanan
- Govern de Gustavo Díaz Ordaz (1964-1970)
  - (1964-1970): José Antonio Padilla Segura
- Govern de Luis Echeverría Álvarez (1970-1976)
  - (1970-1976): Eugenio Méndez Docurro
- Govern de José López Portillo (1976-1982)
  - (1976-1982): Emilio Mújica Montoya
- Govern de Miguel de la Madrid Hurtado (1982-1988)
  - (1982-1984): Rodolfo Félix Valdés
  - (1984-1988): Daniel Díaz Díaz
- Govern de Carlos Salinas de Gortari (1988-1994)
  - (1988-1993): Andrés Caso Lombardo
  - (1993-1994): Emilio Gamboa Patrón
- Govern d'Ernesto Zedillo Ponce de León (1994-2000)
  - (1994): Guillermo Ortiz Martínez
  - (1994-2000): Carlos Ruiz Sacristán
- Govern de Vicente Fox Quesada (2000-2006)
  - (2000-2006): Pedro Cerisola y Weber
- Govern de Felipe Calderón Hinojosa (2006-2012)
  - (2006-2009): Luis Téllez Kuenzler
  - (2009-2011): Juan Francisco Molinar Horcasitas
  - (2011-2012): Dionisio Pérez-Jácome Friscione
- Govern d'Enrique Peña Nieto (2012-2018)
  - (2012-2018): Gerardo Ruiz Esparza

### Secretaría de Infraestructura, Comunicaciones y Transportes
- Govern d'Andrés Manuel López Obrador (2018-2024)
  - (2018-2020): Javier Jiménez Espriú
  - (2020-2022): Jorge Arganis Díaz Leal
  - (2022-2024): Jorge Nuño Lara
- Govern de Claudia Sheinbaum Pardo (2024-2030)
  - (2024-): Jesús Antonio Esteva Medina